# SimLife

SimLife на Windows Vista.

SimLife: The Genetic Playground — відеогра-симулятор, створена і видана студією Maxis в 1992 році. Концепція гри полягає в тому, щоб імітувати екосистему; гравці можуть змінювати генетику рослин і тварин, які населяють віртуальний світ. Сенс цієї гри полягає в експериментуванні та створенні самопідтримуючої екосистеми.

## Створення
Розробники Simlife ставляться до нього як «генетичного майданчика». Гра дозволяє користувачам досліджувати взаємодію форм життя з навколишнім середовищем. Користувачі можуть керувати генетикою рослин і тварин, щоб визначити, чи можуть ці нові види вижити у різних середовищах Землі. Гравці можуть також створювати нові світи з відмінними середовищами, щоб побачити, як деякі види поводяться в них.
Simlife дає гравцям можливість:
- створювати і змінювати світи;
- створювати і змінювати рослини та тварини на генетичному рівні;
- дизайн середовища та екосистем;
- вивчати генетика в дії;
- моделювання та управління еволюцією;
- змінити фізику Всесвіту у вашому комп'ютері.

## Відгуки
Computer Gaming World оцінив Simlife, заявивши, що «Акуратно долаючи межу між розвагами та освітою, Simlife відкриває доступ до захоплюючої науки генетики будь-кому, хто цим цікавиться». У 1993 році гра отримала нагороду Codie від Асоціації програмного забезпечення та інформаційної індустрії як «Найкращий симулятор».
Крім того, Games Finder оцінив Simlife: The Genetic Playground на 7.0 з 10.